# 振吉電化廠
振吉電化廠是一家台灣衛浴設施生產批發商，以電光牌（TENCO）為行銷品牌。

## 沿革

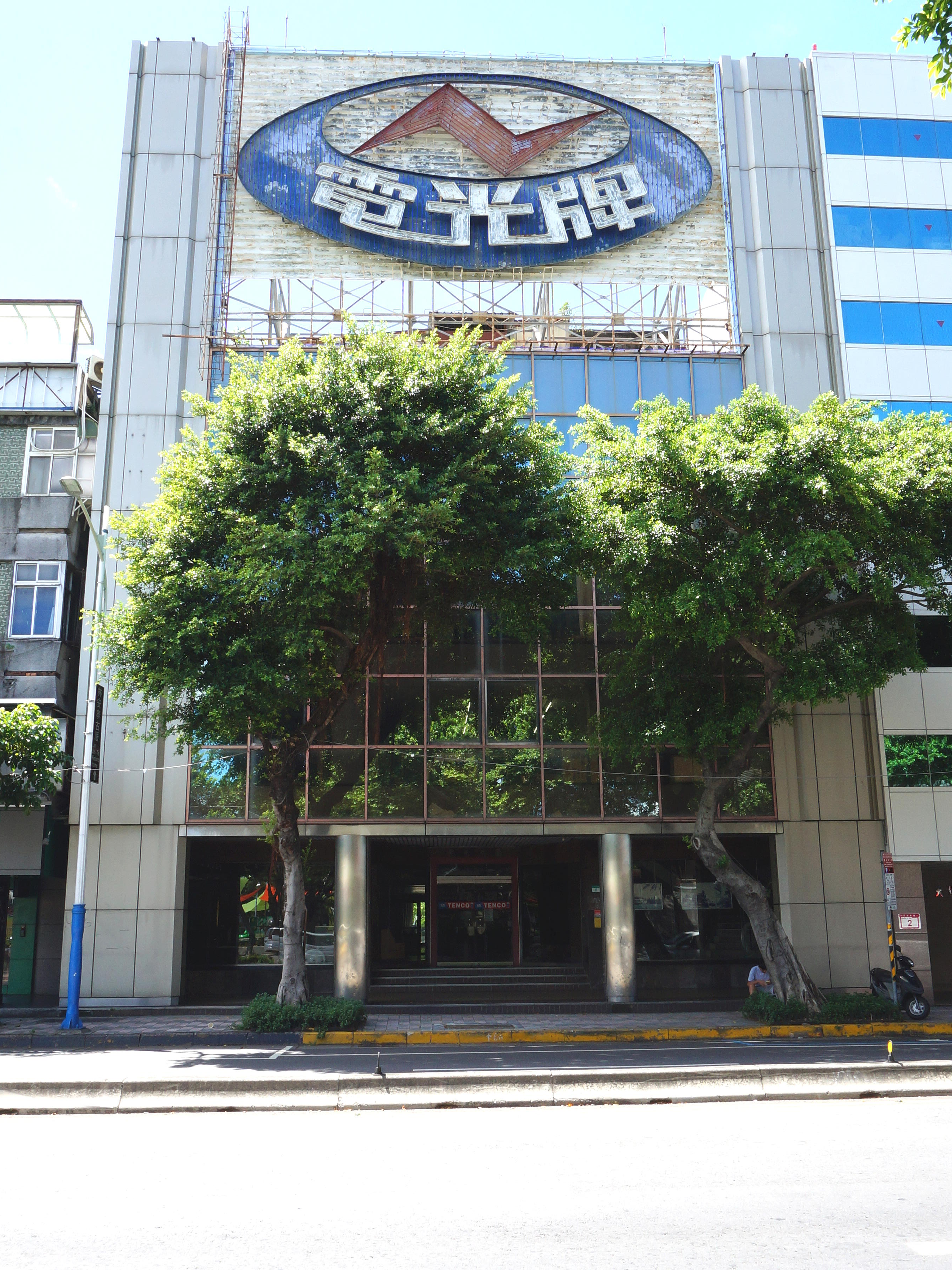
振吉電化廠台北分公司舊址（電光大樓）

1949年，振吉電化廠成立於高雄市。1953年5月，振吉電化廠改組成立「振吉電化廠股份有限公司」；同年，位在高雄的工廠落成，開始生產給排水銅器、熱水器、安全帽及不銹鋼廚房設備，並以「電光牌」為商標行銷各地。為提供在地銷售及售後服務，1961年起，振吉電化廠陸續於台灣各地設立分公司。為提升品質及增加產能，於1973年在臺南縣仁德鄉設置工廠。

## 主要產品
衛生陶瓷器具、給(排)水銅器、浴缸、電能熱水器、馬桶蓋、人造台面、社會福祉設備、廚房設備等。

## 連結
- 振吉電化廠 （页面存档备份，存于）
- 電光牌是否有兩家?我要買馬桶那家才是真的.. @ 猜猜我是誰? :: 痞客邦 PIXNET :::